# Клефтські пісні
Клефтські пісні (грец. Κλέφτικο τραγούδι) склалися в Греції наприкінці 18 — початку 19 століття, в період боротьби греків з Туреччиною за свою незалежність. Клефтські пісні відносяться до новогрецької народної поезії. 
Турецьке панування, що тривало кілька століть, однак не призвело до значного впливу Османської імперії на грецьку культуру. Втім живе поетичне слово існувало лише в неписаному вигляді в народних піснях клефтів і маніотів, вільних мешканців гір, що уникали всякого підпорядкування. Авторство перших клефтських пісень приписується саме гірським жителям островів, що переховувались від турецької влади і які одержали від іноземців назву «розбійників-грабіжників». Європейська революційна молодь початку 19 століття створила клефтам ореол героїчної романтики.
Власне клефтські пісні оспівують подвиги клефтів і їхнє життя, повне пригод і переслідувань з боку турецької влади. Зазвичай заодно з вільними клефтами виступали проти турків і арматоли (їм турки доручали поліцейську охорону). Тому «арматоли» в піснях часто вживається як синонім «клефти». З клефтских пісень найпопулярніші «Букуваллас» (за ім'ям найстаршого клефта, який був родом з Аркадії; він здобув зі своїми загонами блискучу перемогу над армією Велі, дідом знаменитого янінского Алі-Паші), «Сули» (оспівується колектив сіл на чолі з найбільшим із них — «Сули», якеа вела впродовж тридцяти років, з 1790 року, успішну боротьбу з п'ятнадцятитисячним військом янінского Алі-Паші), «Даспі», «Брати Катсуагас», а також пісні, присвячені Діакосу, легендарному клефту. Останній володів винятковими якостями, фізичними та моральними; йому приписується першість у підготовці і здійсненні повстання проти турецького панування. Діакосу як національному герою в новогрецькій історії низка поетів присвятили свої поеми.
Народні клефтські пісні рясніють турецькими та багатьма італійськими словами, що увійшли в побут грецької мови, істотного ж впливу на побудову вірша новогрецької пісні іноземні сусіди не мали. Наскільки сильно зростали революційні настрої серед новогреків видно з героїчної змови проти турецького панування, яка була організована фессалійцем з села Велестіно — поетом Рігасом Велестінлісом. Змова була розкрита, а Рігас — розстріляний. Його «Полум'яний гімн», хоча і не відрізнявся великими художніми достоїнствами, став найпопулярнішою піснею новогреків, а вірш:
«Краще година свободи,
Ніж сорок років в'язниці і рабства…»
став девізом борців за незалежність Греції.
Клефтська поезія справила вплив на ціле наступне покоління новогрецьких поетів, так звану, Іонічну літературну школу. До неї відносені послідовників Діонісіоса Соломоса, а саме Георгіос Терцетис, Андреас Ласкаратос, Юліос Типалдос, Герасимос Маркорас, Іаковос Полілас, Георгіос Калосгурос. До поетів героїчних сюжетів відноситься також і романтик Аристотель Валяорітіс [1829—1879], поэзія якого в основі своїй повністю виросла на клефтських піснях.